# Ezüstfa
Az ezüstfa vagy olajfűz (Elaeagnus) a rózsavirágúak (Rosales) rendjébe tartozó ezüstfafélék (Elaeagnaceae) családjának névadó nemzetsége. A nemzetség kb. 50 faja Ázsiából és Észak-Amerikából származik. Többnyire igénytelen növények, hazájukban sekély termőrétegű, tápanyagban szegény talajban élnek, pionír növények. Várostűrésük jó, de néhány faj mészérzékeny. Magyarországon leggyakrabban a keskenylevelű ezüstfát lehet látni nyírott sövényként vagy kis fává cseperedve. Ennek a fajnak a virágai nyár elején nyílnak, nagyon illatosak. Városi parkba, sózással szennyezett területekre, autópályák mellé, futóhomok megkötésére, valamint további ültetési célokra felhasználható, szívós növény.
A nemzetség hibrid fajai igényesebbek, értékes díszcserjék:
- a hibrid ezüstfa (E. x ebbingei) örökzöld vagy télizöld, mész- és fagyérzékeny, októberben-novemberben virágzó illatos, 2-3 méter magasra növő tövistelen cserje.
- Elaeagnus × reflexa.

## Fajok
- Elaeagnus angustifolia L. ‑ keskenylevelű ezüstfa
- Elaeagnus caudata Schlecht. ex Momiy.
- Elaeagnus commutata Bernh. ex Rydb. ‑ amerikai ezüstfa
- Elaeagnus conferta Roxb.
- Elaeagnus × ebbingei Boom (Elaeagnus macrophylla × Elaeagnus pungens)
- Elaeagnus formosana Nakai
- Elaeagnus glabra Thunb.
- Elaeagnus grandifolia Hayata
- Elaeagnus infundibularis Momiy.
- Elaeagnus kanaii Momiy.
- Elaeagnus latifolia L.
- Elaeagnus macrophylla Thunb. ‑ nagylevelű ezüstfa
- Elaeagnus morrisonensis Hayata
- Elaeagnus multiflora Thunb. - somtermésű ezüstfa
- Elaeagnus obovata Li
- Elaeagnus oldhamii Maxim
- Elaeagnus parvifolia Wall. ex Royle
- Elaeagnus pungens Thunb. ‑ szúrós ezüstfa, örökzöld ezüstfa
- Elaeagnus pyriformis Hook. f.
- Elaeagnus × reflexa C. Morren & Decne. (Elaeagnus pungens × Elaeagnus glabra)
- Elaeagnus thunbergii Serv.
- Elaeagnus tricholepis Momiy.
- Elaeagnus triflora Roxb.
- Elaeagnus tutcheri Dunn
- Elaeagnus umbellata Thunb. ‑ ernyős ezüstfa, pirostermésű ezüstfa